# ایشتوان سوم
ایشتوان سوم(به مجاری: III. István)(زادهٔ ۱۱۴۷- مرگ ۴ مارس ۱۱۷۲) پادشاه مجارستان، کرواسی و دالماسی بود.
او بزرگترین پسر گزای دوم بود و پدر مادرش هم لویی هفتم بود.و در خردسالی به پادشاهی رسید. بزرگترین چالش او با عمویش بود که با پشتیبانی امپراتوری روم شرقی مدعی تاج و تخت بود. او توانست تاج و تخت خود را نگاه‌دارد، ولی دالماسی و کرواسی را به ناچار به روم شرقی واگذاشت و هرگز نتوانست این سرزمین‌ها را پس بگیرد.